# Taterillus
Taterillus é um género de roedor da família Muridae.

## Espécies
- Taterillus arenarius Robbins, 1974
- Taterillus congicus Thomas, 1915
- Taterillus emini (Thomas, 1892)
- Taterillus gracilis (Thomas, 1892)
- Taterillus harringtoni (Thomas, 1906)
- Taterillus lacustris (Thomas & Wroughton, 1907)
- Taterillus petteri Sicard, Tranier & Gautun, 1988
- Taterillus pygargus (F. Cuvier, 1838)
- Taterillus tranieri Dobigny, Granjon, Aniskin, Ba & Volobouev, 2003